# Glenea flavicornis
Glenea flavicornis är en skalbaggsart som beskrevs av Stefan von Breuning 1959. Glenea flavicornis ingår i släktet Glenea och familjen långhorningar. Inga underarter finns listade i Catalogue of Life.